# Allocricetulus eversmanni
Il criceto di Eversmann (Allocricetulus eversmanni) è un roditore appartenente alla famiglia dei Cricetidae.
È stato trovato solo in Kazakistan.